# Silent Weapons for Quiet Wars
Silent Weapons for Quiet Wars is het eerste studioalbum van het Amerikaanse hiphop-collectief Killarmy, een groep die geaffilieerd is aan de Wu-Tang Clan. De naam van het album is afkomstig van een document uit de jaren '80, waarin een plan van de New World Order over werelddominantie te lezen zou zijn.
Het album ontving wisselende kritieken en het feit dat het album erg veel weg heeft van een Wu-Tang Clan album is het voornaamste kritiekpunt. Dit is dan ook de reden dat het album onder Wu-Tang Clan fans juist wel een daverend succes was.
| #  | Titel                                           | Producer     | Sample                                                                                              |
| -- | ----------------------------------------------- | ------------ | --------------------------------------------------------------------------------------------------- |
| 1  | "Dress To Kill"                                 | 4th Disciple | - Iron Butterfly - "Get Out of My Life, Woman"                                                      |
| 2  | "Clash of the Titans" (featuring Streetlife)    | 4th Disciple | - 101 Strings - "Celeste Aida"                                                                      |
| 3  | "Burning Season"                                | 4th Disciple | - Al Green - "Light My Fire"                                                                        |
| 4  | "Blood For Blood"                               | 4th Disciple | - Dead Can Dance - "The Wind That Shakes the Barley"                                                |
| 5  | "Seems It Never Fails"                          | 4th Disciple | |
| 6  | "Universal Soldiers"                            | 4th Disciple | - The Isley Brothers - "Ohio/Machine Gun"                                                           |
| 7  | "Love, Hell, or Right"                          | 4th Disciple | - Henry Mancini / Doc Severinsen - "We've Only Just Begun"                                          |
| 8  | "Wake Up" (featuring Hell Razah, Prodigal Sunn) | RZA          | - Joe Harnell - "The Lonely Man Theme"                                                              |
| 9  | "Fair, Love, & War"                             | 4th Disciple | |
| 10 | "Wu-Renegades"                                  | 4th Disciple | - Christian Sinding - "Rustle of Spring" - Nikolaj Rimski-Korsakov - "Sjeherazade", eerste beweging |
| 11 | "Full Moon"                                     | 4th Disciple | - Brooklyn Bridge - "Requiem" - The Headhunters - "God Make Me Funky"                               |
| 12 | "Under Siege"                                   | 4th Disciple | |
| 13 | "Shelter"                                       | 4th Disciple | |
| 14 | "Camouflage Ninjas"                             | 4th Disciple | - Earth, Wind & Fire - "Mom" - Raekwon - "Criminology"                                              |
| 15 | "Swinging Swords"                               | 4th Disciple | - Billie Holiday - "Swing! Brother, Swing!"                                                         |
| 16 | "War Face"                                      | RZA          | - Bounty Killer - "War Face (Ask Fi War) (Remix)"                                                   |
| 17 | "5 Stars" (featuring Masta Killa)               | 4th Disciple | - Johnny Mandel / Michael Altman - "Suicide Is Painless"                                            |

## Singles
| Single information                                                                     |
| -------------------------------------------------------------------------------------- |
| "Swinging Swords" - Released: 1997 - B-side:                                           |
| "Camouflage Ninjas" - Released: October 1, 1996 - B-side: "Wake Up" (with Sunz of Man) |
| "Wu-Renegades" - Released: February 1, 1997 - B-side: "Clash of the Titans"            |